# Rudolf Bommer
Rudolf Bommer (Aschaffenburg, 19 augustus 1957) is een (West-)Duits voormalig voetballer en voetbalcoach die speelde als middenvelder.

## Carrière
Bommer speelde in 417 wedstrijden voor Fortuna Düsseldorf, Bayer 05 Uerdingen en Eintracht Frankfurt in de Bundesliga van 1976 tot 1996, waarbij hij 54 doelpunten maakte. Bommer bleef tot 2000 als spelerscoach spelen, in de overgang van zijn carrière als actief profvoetballer.
Bommer speelde zes interland voor West-Duitsland waarmee hij deelnam aan het EK voetbal 1984. Hij nam ook deel aan de Olympische Spelen in 1984 en ook in 1988. In 1988 werden ze derde en kreeg hij daarvoor de "Zilveren Laurier" de hoogste sportonderscheiding in Duitsland.
Op 26 oktober 2000 werd Bommer coach van de toenmalige regionale competitieclub Wacker Burghausen. Hij leidde het team naar de promotie naar de 2e Bundesliga in 2002, waar hij twee keer kon vieren dat hij zijn klasse kon behouden. In 2004 verhuisde hij naar het gedegradeerde team TSV 1860 München, waar hij op 15 december 2004 werd vrijgelaten. Op 31 augustus 2005 werd Bommer coach van de tweede klasse club 1 FC Saarbrücken en leidde het team een tijdje uit de degradatiezone. Op 3 mei 2006, na een 4-0 nederlaag tegen Kickers Offenbach, werd hij ontslagen als hoofdtrainer. Geruchten over een mogelijke overplaatsing naar MSV Duisburg speelden ook een rol bij het ontslag.
Vanaf 1 juli 2006 was hij coach van de toenmalige Bundesliga degradatieteam MSV Duisburg. In het seizoen 2006/07 bereikte hij de derde plaats op de ranglijst en leidde hij het team terug naar de Bundesliga. Het volgende seizoen is MSV weer gedegradeerd. Na een zwakke start van het seizoen in de 2e Bundesliga werd Bommer op 9 november 2008 ontslagen. Na enige tijd zonder club te zijn geweest, werd hij herbenoemd tot coach van Wacker Burghausen voor het seizoen 2011/12. Hij beëindigde zijn contract eind 2011 en tekende een contract met FC Energie Cottbus dat geldig was tot 30 juni 2013, dat werd verlengd tot het einde van het seizoen 2014. Na vier wedstrijden zonder winst werd hij op 5 november 2013 ontslagen.
Op 19 oktober 2015 keerde Bommer op korte termijn terug naar de coachingstaf van de Beierse regionale competitieclub Viktoria Aschaffenburg als opvolger van Slobodan Komljenović. Sinds 1 januari 2016 was hij hoofdcoach van de regionale competitieclub SC Hessen Dreieich.

## Erelijst
- Fortuna Düsseldorf
  - DFB-Pokal: 1979, 1980
- West-Duitsland
  - Voetbal op de Olympische Zomerspelen:  1988

1 Schumacher ·
2 Briegel ·
3 Strack ·
4 K. Förster ·
5 B. Förster ·
6 Rolff ·
7 Brehme ·
8 Allofs ·
9 Völler ·
10 Meier ·
11 Rummenigge  ·
12 Burdenski ·
13 Matthäus ·
14 Falkenmayer ·
15 Stielike ·
16 Bruns ·
17 Littbarski ·
18 Buchwald ·
19 Bommer ·
20 Roleder ·
Coach: Derwall
- Gemeinsame Normdatei: 129941417
- International Standard Name Identifier: 0000 0000 1760 0097
- Virtual International Authority File: 77407880